# Języki puinave
Języki puinave – rodzina języków autochtonicznych Brazylii i Kolumbii. Należą one do fyli makrotukanoańskiej.

## Klasyfikacja
- język puinave
- języki nadahup (macú, maku)
  - język dâw (kuri-dou)
  - języki cacua
    - język cacua (kakwa)
    - język nukak (nïkâk, nukak maku)

  - języki hupda
    - język hup (hupda, hupdë)
    - język yuhup

  - języki kaburi
    - język nadëb (kaburi)